# Étang de Réglisse
L'étang de Réglisse est un étang situé dans les Pyrénées française à 2 092 m d'altitude dans le Couserans en Ariège sur la commune d'Ustou.

## Géographie
Il est situé en Haut-Salat au sud de la station de sports d'hiver de Guzet-Neige sur un bras du ruisseau de Turguilla qui alimente ensuite l'étang de l'Astoue puis l'étang de la Piède avant de rejoindre l'Alet. L'étang de Réglisse est en contrebas de deux pics de la chaîne transfrontalière : la pointe de Rabassère (2 568 m) et le pic de Turguilla (2 527 m).

## Voies d'accès
A moins de 500 m au nord en direction du pic de Séron, et entre l'étang de l'Astoue et l'étang de la Crousette se trouve la cabane de Turguilla (2 078 m) offrant 7 couchages en bas-flanc.